# Pogon
Pogon je obec v okresu Gjirokastër, kraji Gjirokastër, jižní Albánii.

## Významní lidé
- Sophianos ( - 1711) - místní biskup a vědec.